# Hypena cherylae
Hypena cherylae is een vlinder uit de familie spinneruilen (Erebidae). De wetenschappelijke naam is voor het eerst geldig gepubliceerd in 1995 door Lödl.
De soort komt voor in tropisch Afrika.